# Jouy-en-Argonne
Jouy-en-Argonne település Franciaországban, Meuse megyében. Lakosainak száma 55 fő (2022. január 1.). Jouy-en-Argonne Brocourt-en-Argonne, Dombasle-en-Argonne, Nixéville-Blercourt és Sivry-la-Perche községekkel határos.

## Népesség
A település népességének változása:
| Lakosok száma | 86   | 67   | 60   | 55   | 53   | 51   | 47   | 43   | 42   | 55   |
|               | 1968 | 1982 | 1990 | 2006 | 2013 | 2015 | 2017 | 2019 | 2020 | 2022 |